# Louis Paul Boon

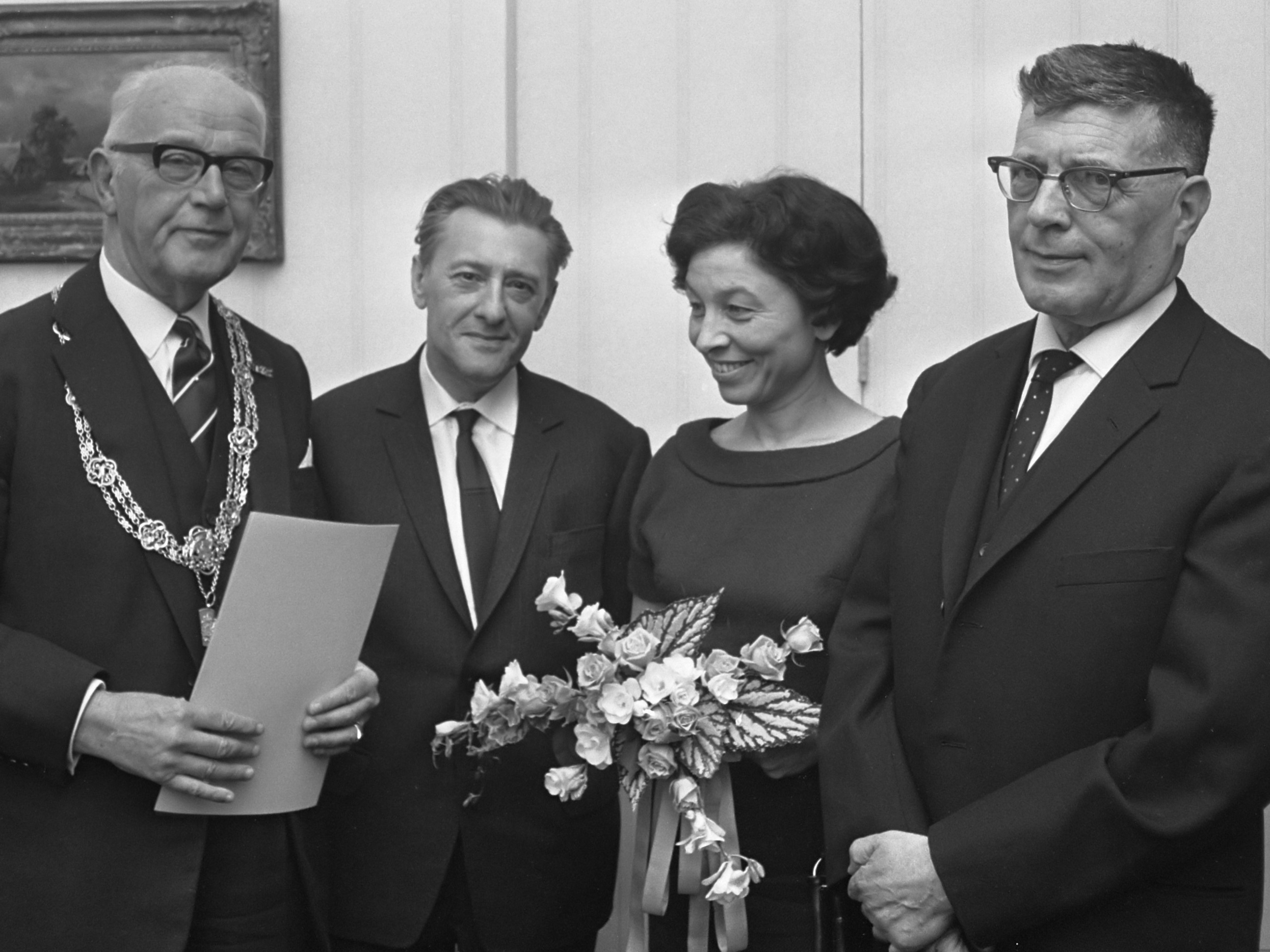
Hans Kolfschoten, Louis Paul Boon, Hanny Michaelis & Jacques Presser (1967)

Louis Paul Boon (15 martie 1912 - 10 mai 1979) a fost un jurnalist și romancier flamand. Este considerat ca fiind unul dintre cei mai importanți scriitori de limbă olandeză din secolul al XX-lea.

## Traduceri
- Ceata lui Jan de Lichte, Ed. Univers, 1984, traducere de Marcu Milescu